# 布雷翁河畔罗什福尔
布雷翁河畔罗什福尔（法語：Rochefort-sur-Brévon，法語發音：[ʁɔʃfɔʁ syʁ bʁevɔ̃]）是法国科多尔省的一个市镇，属于蒙巴尔区。

## 地理
布雷翁河畔罗什福尔（47°44'34"N, 4°42'9"E）面积11.98 平方千米，位于法国勃艮第-弗朗什-孔泰大區科多尔省，该省份为法国中东部省份，北起奥布省，西接涅夫勒省和约讷省，南至索恩-卢瓦尔省，东南接汝拉省，东临上索恩省，东北部与上马恩省接壤。
与布雷翁河畔罗什福尔接壤的市镇（或旧市镇、城区）包括：维利耶勒迪克、莫维利、博略、比索、埃萨鲁瓦、圣日耳曼勒罗舍。

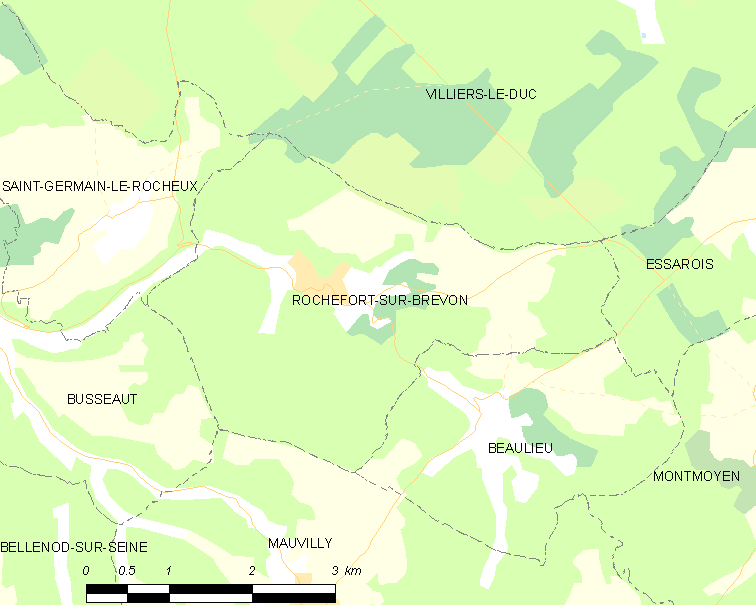
布雷翁河畔罗什福尔的OSM定位图

布雷翁河畔罗什福尔的时区为UTC+01:00、UTC+02:00（夏令时）。

## 行政
布雷翁河畔罗什福尔的邮政编码为21510，INSEE市镇编码为21526。

## 政治
布雷翁河畔罗什福尔所属的省级选区为塞纳河畔沙蒂永县。

## 人口

1962-2008年间布雷翁河畔罗什福尔人口变化图示

布雷翁河畔罗什福尔于2022年1月1日时的人口数量为42人。